# Еміл Роцков
Еміл Роцков (серб. Emil Rockov, нар. 27 січня 1995, Новий Сад) — сербський футболіст, воротар боснійського клубу «Сараєво» та національної збірної Сербії. Виступав також за низку сербських і закордонних клубів. Володар Кубка Боснії і Герцеговини.

## Клубна кар'єра
Еміл Роцков народився 1995 року в місті Новий Сад, та є вихованцем футбольної школи клубу «Воєводина». У 2014 році Роцков став гравцем клубу «Слога» (Темерин), в якій грав до 2015 року, а з 2015 до 2017 року грав у складі клубу «Пролетер».
У 2017 році воотар повернувся до клубу «Воєводина», в якому став основним голкіпером, та грав у складі команди до 2020 року. У 2020 році футболіст перейшов до угорського клубу «Відеотон», проте в ньому не мав постійного місця в основі, й у 2022 році воротаря віддали в короткострокову оренду до його колишнього клубу «Воєводина», після повернення з якої Роцков грав у складі «Відеотона» до 2024 року.
З 2024 року Еміл Роцков грає у складі боснійського клубу «Сараєво». У складі команди в сезоні 2024—2025 років футболіст став володарем Кубка Боснії і Герцеговини.

## Виступи за збірні
У 2012 році Еміл Роцков дебютував у складі юнацької збірної Сербії, загалом на юнацькому рівні взяв участь у 2 іграх.
У 2019 році Роцков зіграв свій єдиний матч у складі національної збірної Сербії.

## Титули і досягнення
- Володар Кубка Сербії (1):

«Воєводина»: 2019–2020
- Володар Кубка Боснії і Герцеговини (1):

«Сараєво»: 2024–2025